# Шефер, Томас (музыковед)
Томас Шефер (нем. Thomas Schäfer; род. 1967, Гамбург) — немецкий музыковед и куратор, руководитель Международных летних курсов новой музыки в Дармштадте.
Изучал музыковедение, философию и немецкую литературу в Гамбургском университете. В 1985 г. был в числе группы студентов и преподавателей, основавших в университете рабочую группу по изучению жизни и творчества немецких музыкантов, убитых, изгнанных или запрещённых в нацистской Германии (нем. Arbeitsgruppe Exilmusik). В 1997 году защитил в Берлинском университете диссертацию, посвящённую рецепции музыки Густава Малера в творчестве современных композиторов (научный руководитель Герман Данузер). В 1998—1999 гг. продолжал научную деятельность в Гамбурге, одновременно заведуя программами новой музыки на Северогерманском радио.
В 2000—2007 гг. Шефер был одним из руководителей Венского Концертхауса, отвечая за современную музыку в его программе. В этом качестве он, в частности, курировал музыкальный фестиваль «Wien Modern». Одновременно в 2003—2006 гг. Шефер был советником Зальцбургского фестиваля в области новейшей музыки. В 2008 г., покинув Венский Концертхаус (но сохранив руководство фестивалем «Wien Modern»), Шефер сосредоточился на проекте Базельской музыкальной академии по изучению творчества Романа Хаубенштока-Рамати.
В 2008 г. комиссия, состоявшая из Вольфганга Рима, Армина Кёлера и Лукаса Фельса, выбрала Шефера для дальнейшей работы на посту директора Международного института музыки в Дармштадте, наиболее важной частью которой является руководство Международными летними курсами новой музыки. В 2010 г. Шефер приступил к исполнению своих обязанностей.